# Église Saint-André de Rivesaltes
Cet article concerne l'église paroissiale de Rivesaltes. Pour la chapelle romane du même nom située dans cette commune, voir Chapelle Saint-André de Rivesaltes.
L'église Saint-André de Rivesaltes est une église du XVIIe siècle et du XVIIIe siècle située à Rivesaltes, dans le département français des Pyrénées-Orientales. Elle est aujourd'hui l'église paroissiale de Rivesaltes.

## Histoire
Une ancienne église dédiée à Sainte Marie, déjà citée en 923, est à l'origine de l'église actuelle. À la suite de la fortification de la ville en 1172, l'ancienne église dédiée à saint André, est délaissée. L'église de Sainte-Marie devient la nouvelle église paroissiale et prend alors le nom de Saint-André elle aussi. Elle est détruite au XVIIe siècle, sans doute à cause de son exiguïté face à l'accroissement de la population. Une nouvelle église est construite de 1657 à 1669 et le clocher est rajouté de 1709 à 1755.

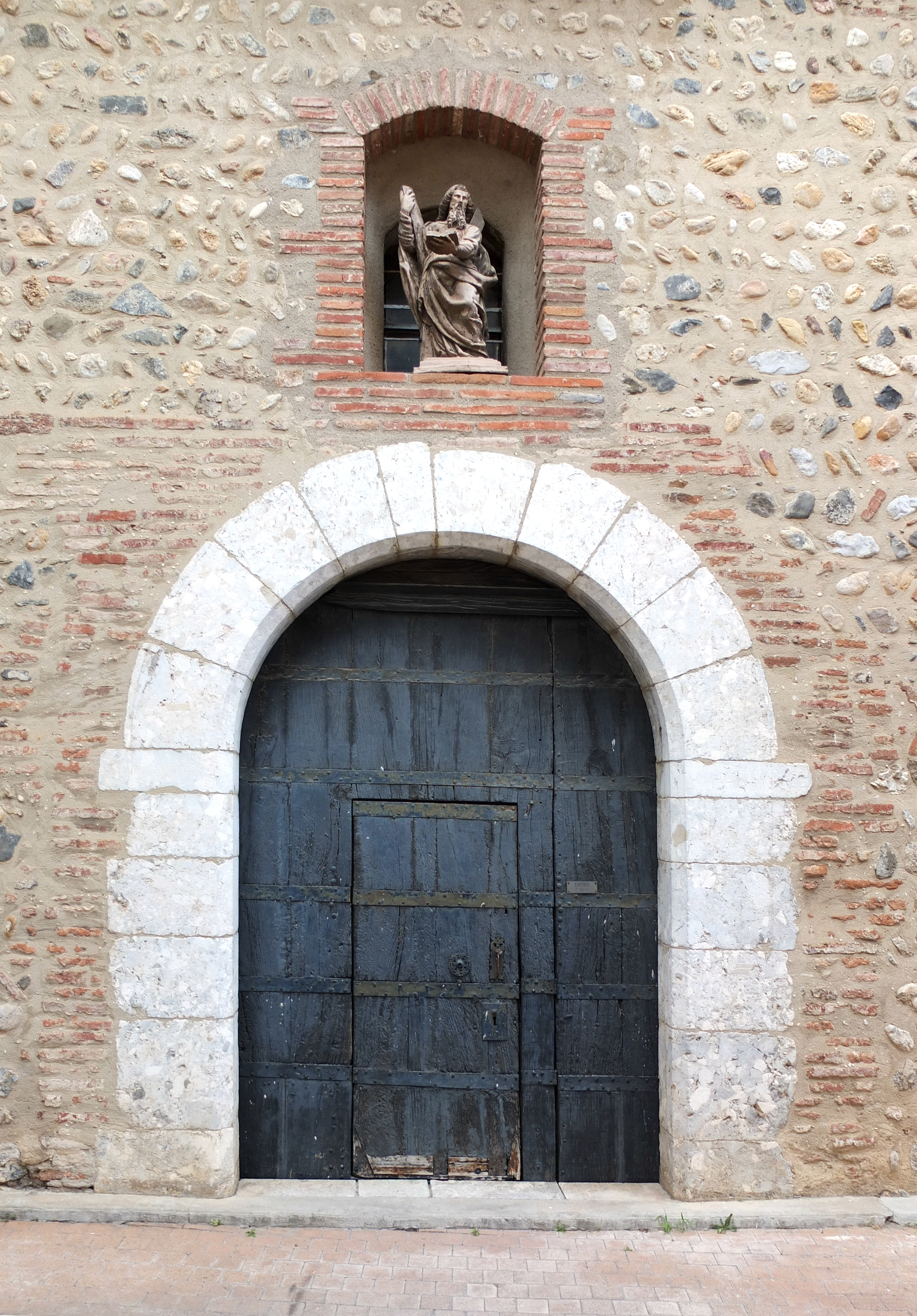
Portail du sud.
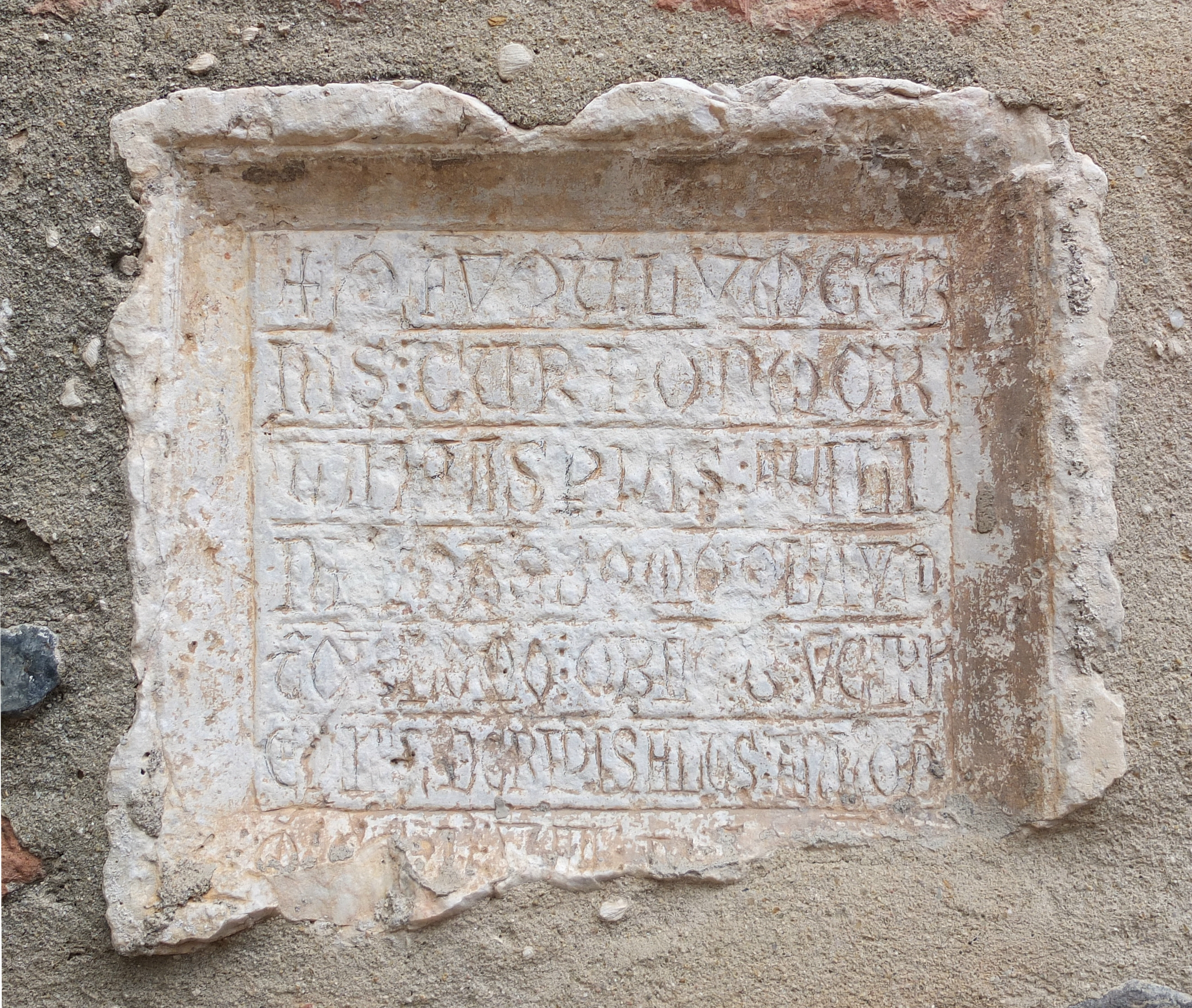
Épitaphe.
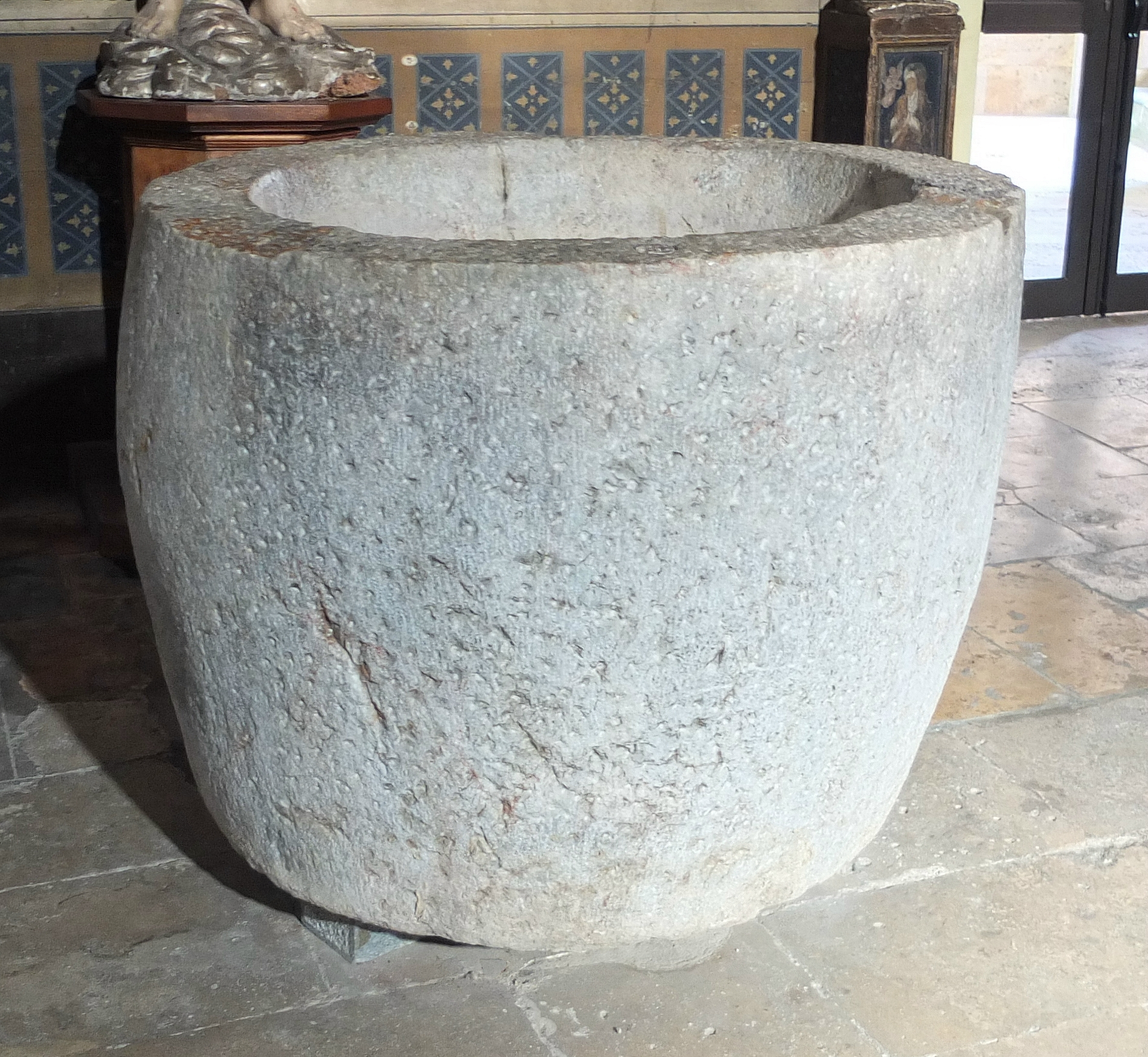
Bénitier.
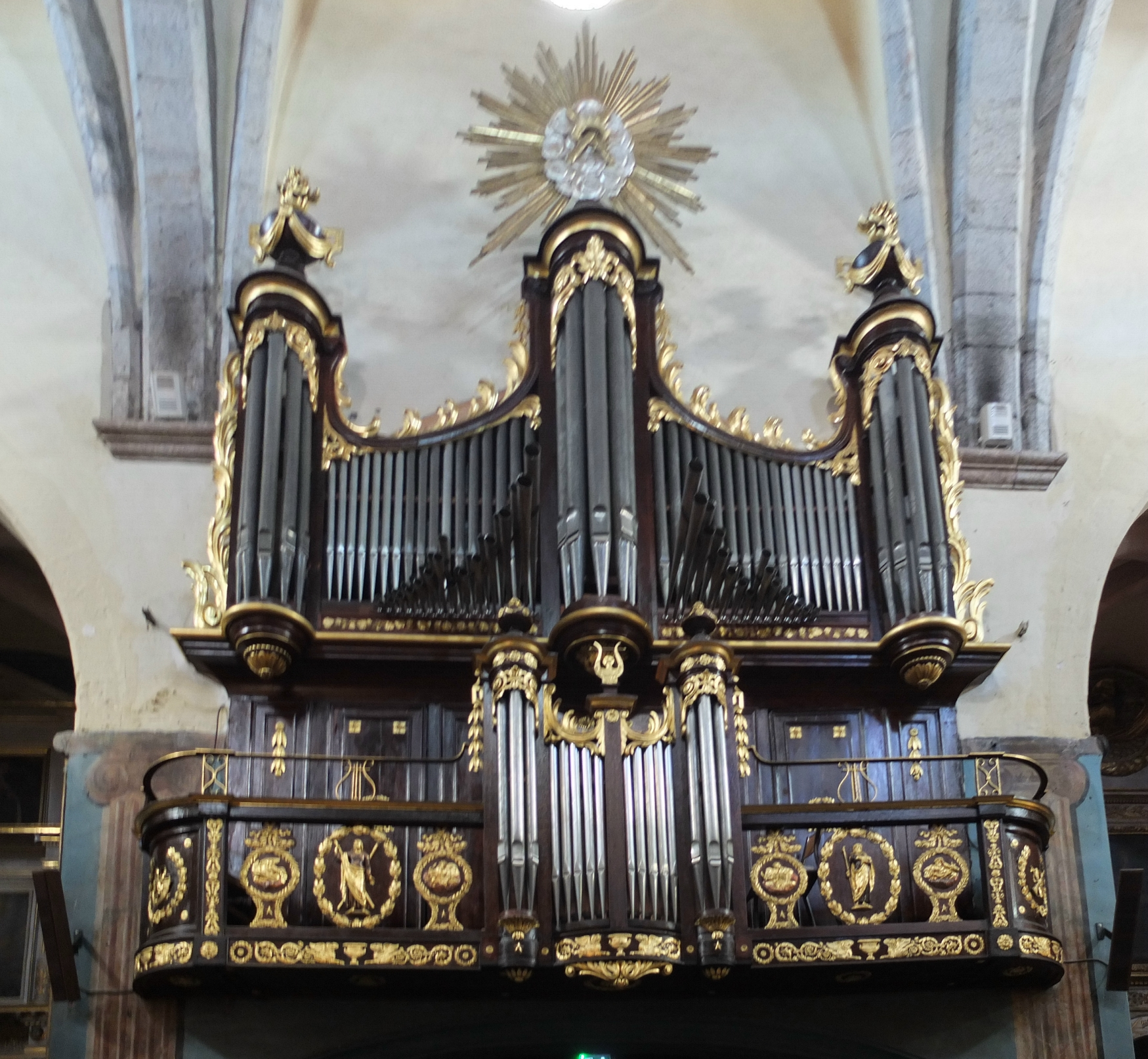
Orgue de tribune.
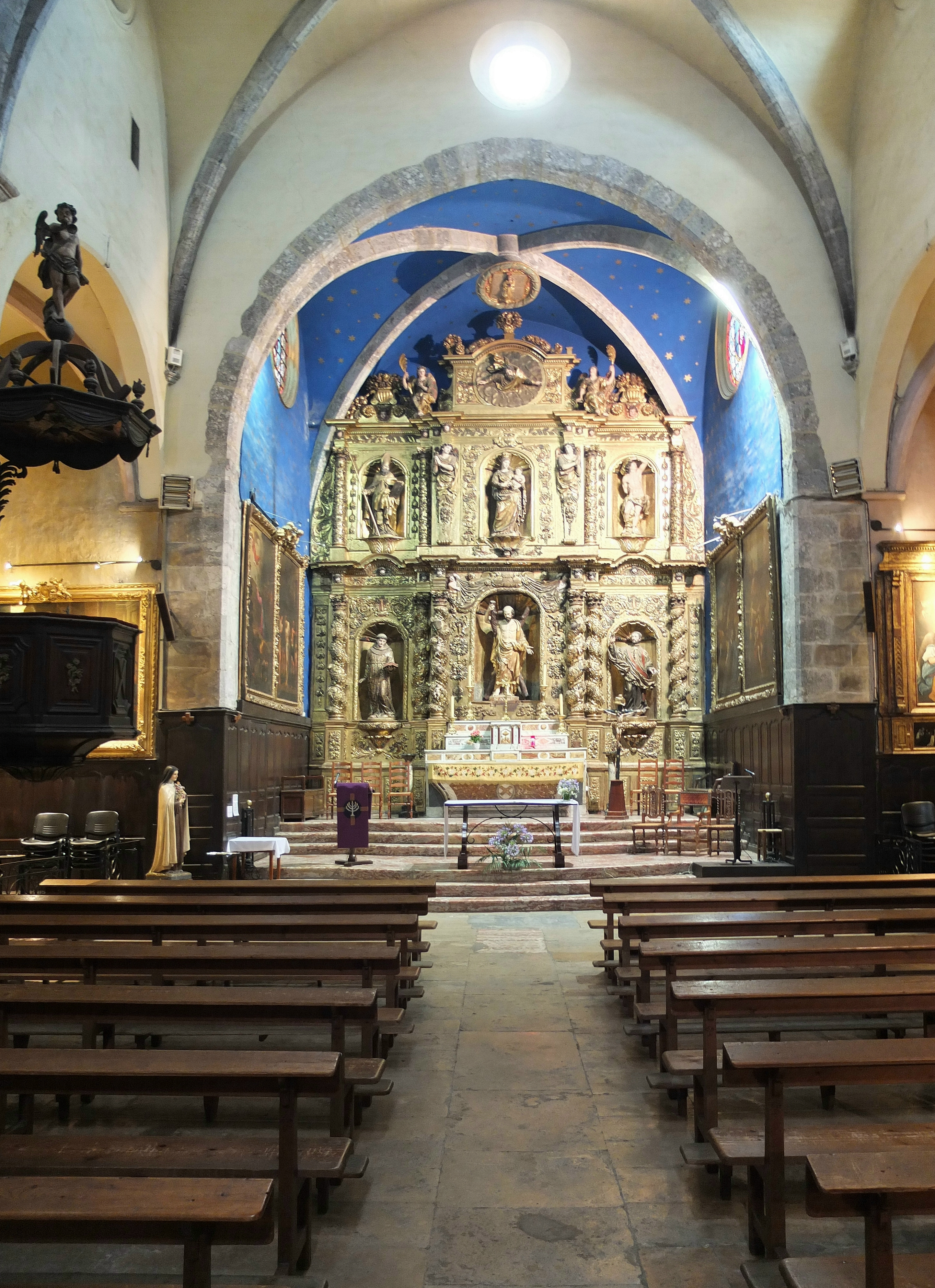
Nef et retable.